# Canton de Rennes-Bréquigny
Le canton de Rennes-Bréquigny est un ancien canton français situé dans le département d'Ille-et-Vilaine et la région Bretagne.

## Histoire
Le canton est créé par le décret du 25 janvier 1982 scindant en deux le canton de Rennes-VIII. Il est alors dénommé « canton de Rennes-VIII-2 ».
Il est renommé en « canton de Rennes-Bréquigny » par décret du 16 janvier 1985.
Il est supprimé par le redécoupage cantonal de 2014.

## Composition

Rennes découpée en cantons. Les points sont les bureaux de vote.

Lors de sa création en 1982, le canton de Rennes VIII-2 comprend la portion de territoire de la ville de Rennes déterminée par les limites séparatives avec les communes de Noyal-sur-Seiche, de Châtillon-sur-Seiche, de Saint-Jacques-de-la-Lande et l'axe des voies ci-après : boulevard Georges-Clemenceau et avenue de Crimée.
Le 10 mai 1993, l'avenue de Crimée est rebaptisée avenue Henri-Fréville.

## Représentation
| Période | Période | Identité        | Étiquette | Qualité                                                                 |
| ------- | ------- | --------------- | --------- | ----------------------------------------------------------------------- |
| 1982    | 2015    | François Richou | PS        | Directeur administratif - Président du comité départemental du tourisme |

## Démographie
| 1990   | 1999   | 2006   | 2011   |
| ------ | ------ | ------ | ------ |
| 16 662 | 15 397 | 13 911 | 12 948 |